# IV Legislatura del Congreso Nacional de Venezuela
La IV Legislatura del Congreso Nacional de Venezuela consiste en el listado de diputados y senadores por entidad federal que componen dicho órgano, quienes resultaron elegidos en las elecciones del 1 de diciembre de 1968 con el apoyo de distintos partidos políticos.

## Historia
El 12 de septiembre de 1973, el día después del golpe de Estado en Chile el mismo año, el Congreso aprobó una moción para repudiar el «golpe cuartelario consumado contra el gobierno constitucional del Presidente Salvador Allende», expresando que significaba «el desconocimiento de la soberana voluntad popular expresada en libres comicios y el legítimo derecho que tienen las mayorías de darse el gobierno que mejor convenga a los intereses nacionales».

## Bancadas

### Senado
| Partido                                            | Escaños |
| -------------------------------------------------- | ------- |
| Acción Democrática                                 | 19      |
| Copei                                              | 16      |
| Movimiento Electoral del Pueblo                    | 5       |
| Cruzada Cívica Nacionalista                        | 4       |
| Unión Republicana Democrática                      | 3       |
| Fuerza Democrática Popular                         | 2       |
| Unión para Avanzar                                 | 1       |
| Frente Nacional Democrático                        | 1       |
| Partido Revolucionario de Integración Nacionalista | 1       |

### Diputados
| Partido                                            | Escaños |
| -------------------------------------------------- | ------- |
| Acción Democrática                                 | 66      |
| Copei                                              | 59      |
| Movimiento Electoral del Pueblo                    | 25      |
| Cruzada Cívica Nacionalista                        | 21      |
| Unión Republicana Democrática                      | 18      |
| Fuerza Democrática Popular                         | 10      |
| Unión para Avanzar                                 | 5       |
| Frente Nacional Democrático                        | 4       |
| Partido Revolucionario de Integración Nacionalista | 4       |
| Partido Socialista de Venezuela                    | 1       |
| Movimiento Acción Nacional                         | 1       |

## Senadores
| Entidad federal  | Senador                              | Partido            | Ref   |
| ---------------- | ------------------------------------ | ------------------ | ----- |
| Distrito Federal | Enrique Tejera París                 | Acción Democrática |       |
|                  | José Antonio Pérez Díaz (presidente) | Copei              | [ 2 ] |
|                  | Miguel Ángel Capriles                | Copei              |       |

## Diputados
| Entidad federal  | Diputado                  | Partido                         | Ref   |
| ---------------- | ------------------------- | ------------------------------- | ----- |
| Distrito Federal | Salom Mesa                | Movimiento Electoral del Pueblo |       |
| Anzoátegui       | Jaime Lusinchi            | Acción Democrática              |       |
| Anzoátegui       | José Ángel Ciliberto      | Acción Democrática              |       |
| Lara             | Héctor Mujica             | Partido Comunista de Venezuela  |       |
| Lara             | Luis Herrera Campíns      | Copei                           |       |
| Mérida           | Jesús Rondón Nucete       | Copei                           |       |
| Miranda          | Arnaldo Arocha            | Copei                           |       |
| Sucre            | Arturo Hernández Grisanti | Acción Democrática              |       |
| Zulia            | Abelardo Raidi            | -                               |       |
| Zulia            | Jesús Faría               | Partido Comunista de Venezuela  |       |
| Zulia            | Miguel Bellorín Tineo     | Acción Democrática              |       |
| Zulia            | Oswaldo Álvarez Paz       | Copei                           |       |
| -                | Antonio Léidenz Estevanot | Acción Democrática              | [ 1 ] |
| -                | Germán Borregales         | Movimiento de Acción Nacional   |       |
| -                | Gumersindo Rodríguez      | Acción Democrática              |       |
| -                | Jorge Dáger               | Acción Democrática              |       |
| -                | José Vicente Rangel       | Movimiento Electoral del Pueblo |       |